# 福井県道39号鯖江インター線
福井県道39号鯖江インター線（ふくいけんどう39ごう さばえインターせん）は、福井県鯖江市内を通る県道（主要地方道）である。｢うるしの里通り｣の一部でもある。

## 概要

### 路線データ
- 起点：福井県鯖江市横越町（北陸自動車道 鯖江IC）
- 終点：福井県鯖江市柳町（国道8号交点）

## 歴史
- 1993年（平成5年）5月11日 - 建設省から、県道鯖江インター線が鯖江インター線として主要地方道に指定される[1]。

## 路線状況

### 別名
- うるしの里通り（鯖江市）

## 地理

### 通過する自治体
- 鯖江市

### 交差する道路
- 北陸自動車道 鯖江IC・福井県道105号鯖江今立線（鯖江市横越町、起点）
- 国道8号（鯖江市柳町四丁目・柳町交差点、終点）